# ميانمار في الألعاب الأولمبية
ميانمار في الألعاب الأولمبية  تقوم اللجنة الأولمبية الميانمارية بالإشراف في شؤون مشاركة ميانمار في الألعاب الأولمبية، شاركت ميانمار أول مرة في الألعاب الأولمبية في دورة 1948 في لندن في المملكة المتحدة، لم تفز ميانمار حتى الآن بأي ميدالية في الألعاب الأولمبية.